# 15295 Tante Riek
15295 Tante Riek (tên chỉ định: 1991 VA9) là một tiểu hành tinh vành đai chính. Nó được phát hiện bởi Spacewatch project ở Đài thiên văn quốc gia Kitt Peak ở Arizona ngày 4 tháng 11 năm 1991. Nó được đặt theo tên Helena T. Kuipers-Rietberg, nicknamed Tante Riek, a leader thuộc Dutch resistance to Germany during World War II.